# San Lorenzo al Mare
San Lorenzo al Mare es una localidad y comune italiana de la provincia de Imperia, región de Liguria, con 1.369 habitantes.

## Evolución demográfica
| Gráfica de evolución demográfica de San Lorenzo al Mare entre 1861 y 2001 |
|                                                                           |
| Fuente ISTAT - elaboración gráfica de Wikipedia                           |